# نسيج ضام رخو
النسيج الضام الرخو هو فئة من فئات النسيج الضام والتي تشمل الأنسجة الهالية والنسيج الضام الشبكي والنسيج الدهني.
النسيج الضام الرخو هو أكثر أنواع الأنسجة الضامة شيوعاً في الفقاريات. وهي تثبّت الأعضاء في مكانها وتربط النسيج الطلائي بالأنسجة الكامنة تحتها. كما أنها تحيط بالأوعية الدموية والأعصاب. الخلايا المعروفة بالخلايا الليفية اليافعة تنتشر على نطاق واسع في النسيج الضام الرخو؛ وهي خلايا متفرعة بصورة غير نظامية تفرز بروتينات ليفية قوية وبروتيوغليكان كمصفوفة من الخلايا. خلايا هذا النوع من الأنسجة مفصولة عموماً بمادة جيلاتينية تتكون من الألياف الكولاجينية والمرنة.
سمي النسيج الضام الرخو بهذا الاسم بناءً على نوع وطريقة تناسج الألياف المكونة لها. هناك ثلاثة أنواع رئيسية من ألياف النسيج الضام:
- ألياف كولاجينية: وتتكون من حزم من الألياف وهي لفائف من جزيئات الكولاجين.
- ألياف مرنة: وهي مكونة من الإيلاستين، وهي مطاطة.
- ألياف شبكية: تتكون من نوع أو أكثر من ألياف الكولاجين الرقيقة جداً. وهي تربط الأنسجة الضامة بالأنسجة الأخرى.

## صور إضافية

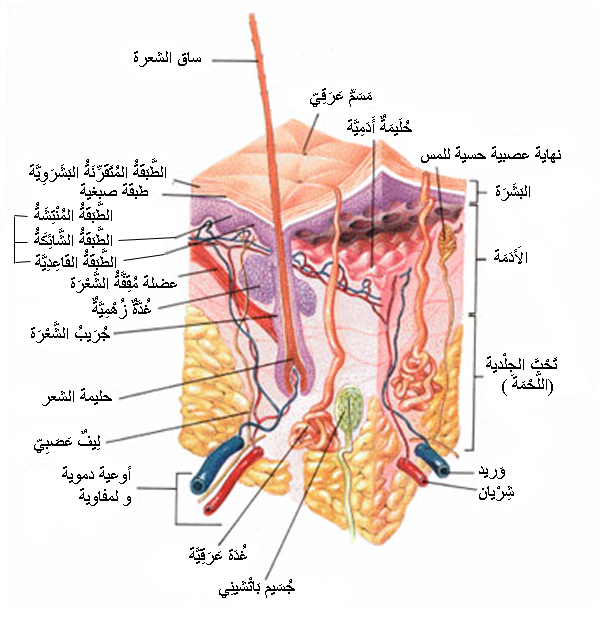
مقطع عرضي لجميع طبقات الجلد
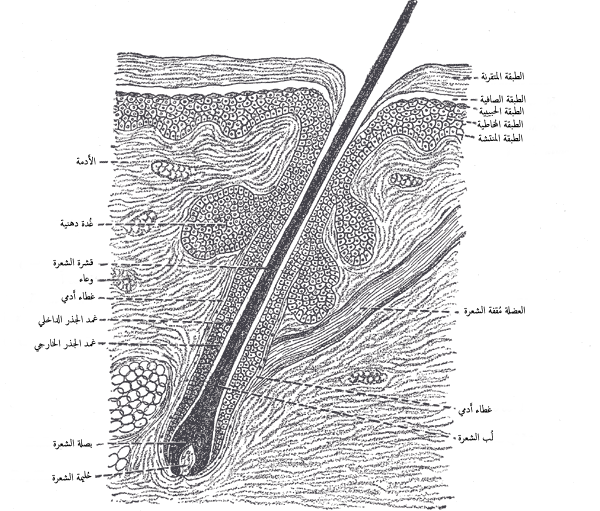
مخطط لبصيلات الشعر من كتاب غرايز أناتومي
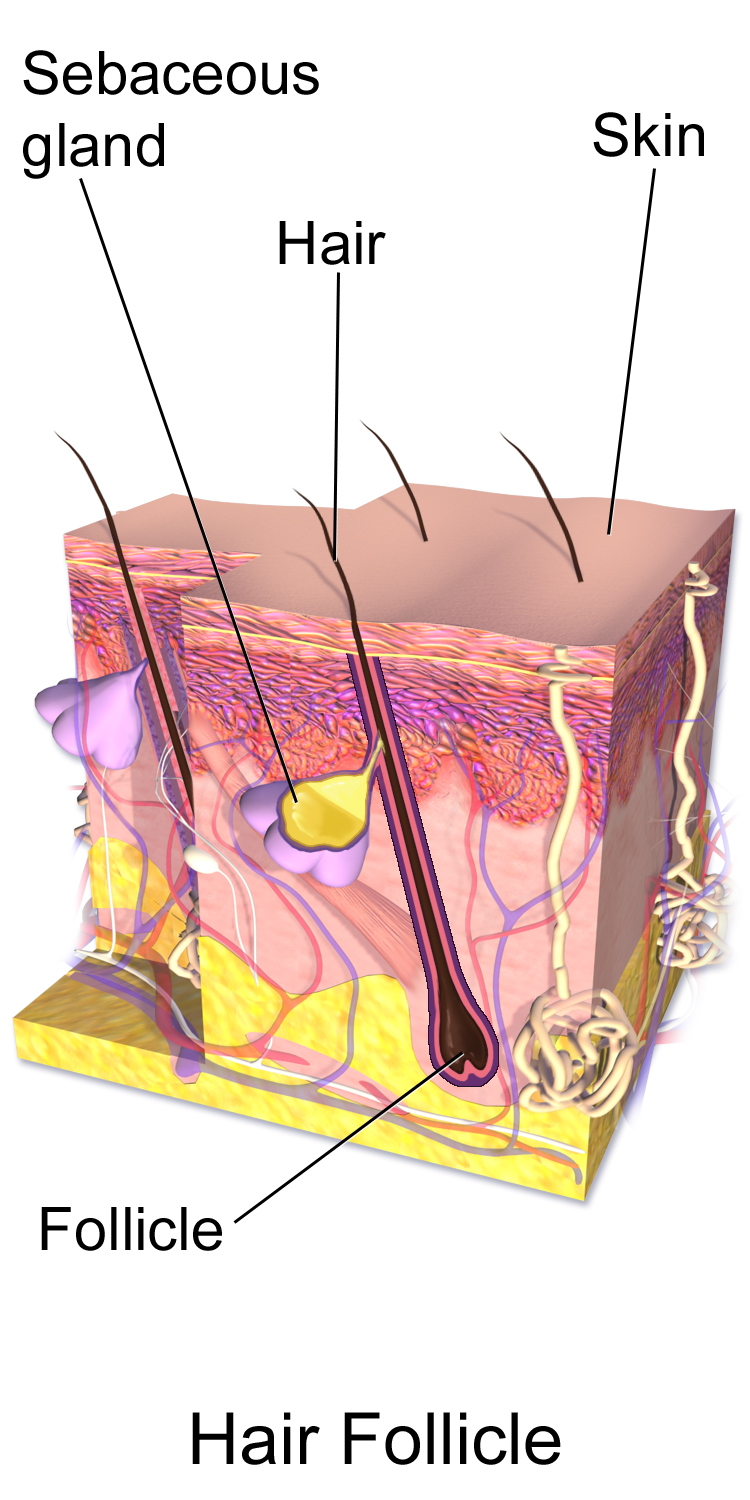
بصيلات الشعر